# Jeppe Fruensgaard
Jeppe Fruensgaard (født 12. november 1977) er en dansk tidligere håndboldspiller, der spillede som venstre fløj. I løbet af karrieren spillede han for Dronninglund, Ikast-Bording, AGF, Århus GF, Voel, Bjerringbro-Silkeborg og HC Midtjylland. Han indstillede karrieren i 2014 efter 18 sæsoner.
Han er gift med håndboldspilleren Line Fruensgaard (tidl. Daugaard). Sammen har de datteren Hannah Widt Fruensgaard, der er professionel fodboldspiller.
I dag er han talentkoordinator for Team Danmark i Silkeborg.